# 長津王
長津王（ながつのおおきみ/ながつおう、生没年不詳）は、奈良時代の皇族。一時臣籍降下し三長真人姓を称した。中務卿・三原王の子。官位は従五位下・図書頭。

## 経歴
天平宝字8年（764年）藤原仲麻呂の乱の結果、他の舎人親王の孫らとともに三長真人姓を与えられて臣籍降下させられた上で、丹後国への流罪となる。光仁朝の宝亀2年（771年）罪を赦されて、皇族へ復帰する。
桓武朝に入り、延暦5年（786年）無位から従五位下に直叙される。延暦7年（788年）兄・山口王の後任として鍛冶正に任ぜられ、延暦10年（791年）図書頭に転じた。

## 官歴
『続日本紀』による。
- 天平宝字8年（764年） 10月9日以降：臣籍降下（三長真人）。丹後国への流罪
- 宝亀2年（771年） 7月11日：復属籍
- 延暦5年（786年） 正月4日：従五位下（直叙）
- 延暦7年（788年） 2月28日：鍛冶正
- 延暦10年（791年） 3月21日：図書頭